# Једра (сазвежђе)
Једра (лат. Vela) је једно од 88 модерних сазвежђа. Настало је деобом ранијег сазвежђа Argo Navis („брод Арго“), које је подељено на Прамац, Једра и Крму.

## Звезде
Након поделе сазвежђа Argo Navis, новонастала сазвежђа су задржала старе ознаке звезда, па тако не постоје алфа и бета Једара. Најсјајнија звезда овог сазвежђа је гама Једара (Сухаил, „величанствена звезда заклетве“) магнитуде 1,78, звездани систем од бар 6 компоненти. У овом систему се налази и најтежа Волф-Рајеова звезда до сада откривена. Гама Једара се налази на око 800 светлосних година од Сунчевог система.
Делта Једара, по сјајности друга звезда овог сазвежђа, је такође вишеструки систем, који се састоји од две бинарне звезде. Магнитуде 1,96, ово је најсјанија еклипсна променљива, а налази се на 79,7 светлосних година од Земље.
Трећа звезда по сјајности је ламбда Једара, неправилна променљива чија се магнитуда креће између 2,14 и 2,30. Овај суперџин или светли џин се налази на око 570 светлосних година од Земље.
Делта и капа Једара и јота и епсилон Прамца чине астеризам назван „Лажни крст“ јер се накада меша са Јужним крстом, астеризмом из сазвежђа Крст

## Објекти дубоког неба
Пре 11 000 до 12 300 година је екплодирала супернова чији је остатак пулсар који се налази у овом сазвежђу. Са овом суперновом су повезане две маглине — планетарна маглина NGC 3132 и емисиона маглина NGC 2736.

## Историја
Арго Навис је било једно од 48 класичних сазвежђа које је навео астроном Птоломеј из 2. века и представљао је брод Арго, који су користили Јасон и Аргонаути у потрази за златним руном у грчкој митологији. Немачки картограф Јохан Бајер је приказао сазвежђе на својој Уранометрији из 1603. и дао Бајеровим звездама ознаке од алфе до омега. Међутим, његова карта је била нетачна јер сазвежђе није било у потпуности видљиво са северне хемисфере.